# Marshalling
Em ciência da computação, marshalling (sem sinônimo em português, às vezes escrito marshaling com um l apenas) é o processo de transformação da representação de memória de um objeto em um formato de dados compatível para armazenamento ou transmissão, e é usado tipicamente quando dados precisam ser movimentados entre diferentes partes de um aplicativo de computador ou de um aplicativo para outro. Marshalling é similar à serialização e é usado para comunicação de entidades remotas usando um objeto, neste caso, um objeto serializado. Simplifica etapas complexas de comunicação, usando objetos customizados ao invés de primitivos. O inverso do marshalling é chamado unmarshalling (ou demarshalling, similar à desserialização).